# Franz Wacik
Franz Wacik (9. září 1883 Vídeň – 15. září 1938 Vídeň) byl rakouský malíř, grafik, ilustrátor a jevištní výtvarník.

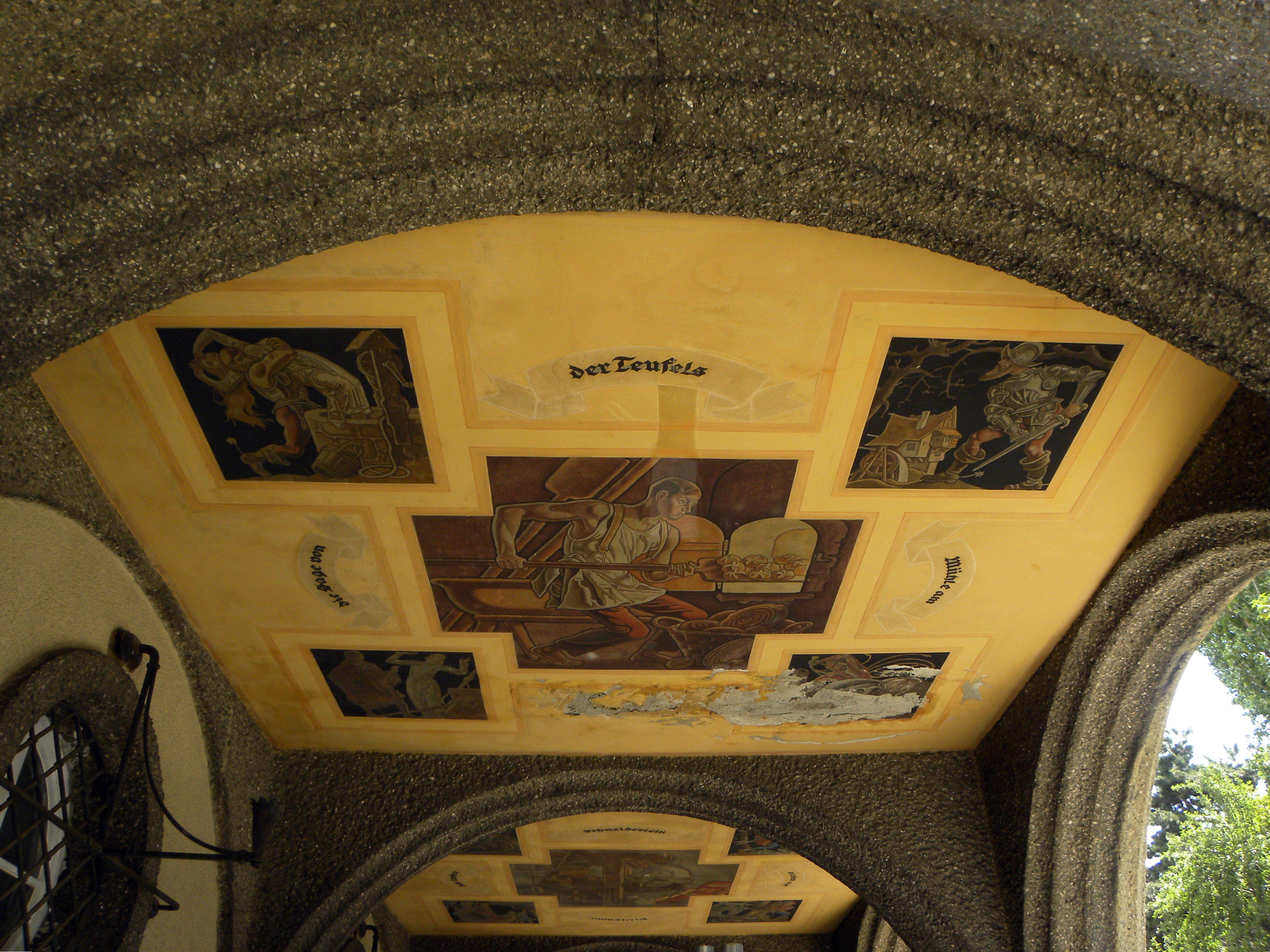
Franz Wacik, freska v arkádové chodbě, Vídeň

## Život
Franz Wacik nejprve studoval malířskou školu v Strehblow, později u Alfreda Rollera na vídeňské Uměleckoprůmyslové škole. V letech 1902 až 1908 studoval malířství na Akademii výtvarných umění ve Vídni u Christiana Griepenkerla, Franze Rumplera a Heinricha Leflera.
Mimo malířství se věnoval zejména knižní ilustraci, především knih pro děti a mládež. Většinou barevně ilustroval práce jako např. Hanse Christiana Andrsena, pohádky bratří Grymů, příběhy E. T. A. Hoffmanna atd. Začínal jako kreslíř v časopise Die Muskete a na publikacích dětského nakladatelství Gerlach & Wiedling (pohádky H. K. Andrsena a barona Prášila). Vytvořil nespočet plakátů, pracoval pro trikový film a jako jevištní výtvarník divadel.
V roce 1911 se stal členem Vídeňské Secese. V roce 1924 v budově Secese v vytvořil nástěnné malby. Spolupracoval s architektem Leopoldem Bauerem (1872–1938) na výzdobě jeho staveb.
V letech 1923–1926 vytvořil v přístavbě (spodní část haly) Chlupačkovy vily v Krnově malby na skla oken s motivy Kouzelné flétny.
V letech 1927–1928 vyzdobil stropními freskami, které znázorňují různá povolání, arkádovou chodbu vídeňského městského obytného domu, který vyprojektoval L. Bauer (Vogelweidhof, Vídeň XV).
V roce 1934 byl vyznamenán Rakouskou státní cenou.